# نوريتا أوتشيأإي
نوريتا أوتشيأإي (باليابانية: 落合 徳太) (2 سبتمبر 1980 في ميازاكي في اليابان – )؛ هو لاعب كرة قدم سابق كان يلعب كلاعب وسط.